# 嵩明県
嵩明県（すうめいけん）は中華人民共和国雲南省昆明市に位置する県。

## 行政区画
- 街道:嵩陽街道
- 鎮:小街鎮、楊林鎮、牛欄江鎮

## 交通

### 鉄道
- 中国鉄路総公司
  - 滬昆旅客専用線

（昆明方面）- 嵩明駅 -（貴陽方面）
  - 滬昆線

（昆明方面）- 楊林駅 - 小新街駅 -（貴陽方面）

### 道路
- 高速道路
  - 杭瑞高速道路
  - 滬昆高速道路
  - 渝昆高速道路
  - 昆明環状高速道路
- 国道
  - G213国道
  - G320国道